# 聖弗蘭西斯科德奧帕拉卡
聖弗蘭西斯科德奧帕拉卡（西班牙語：San Francisco de Opalaca），是洪都拉斯的城鎮，位於該國西部，由因蒂布卡省負責管轄，面積292.40平方公里，海拔高度1,500米，2001年人口7,026，人口密度每平方公里24.03人。
14°35′0″N 88°18′0″W / 14.58333°N 88.30000°W